# Edwin Escobar
Edwin José Escobar, (nacido en La Boyera, Estado Miranda, Venezuela, el 22 de abril de 1992). Es un lanzador de béisbol profesional, que juega en la MLB con la organización Indios de Cleveland. Hizo su debut en Grandes Ligas con los Medias Rojas de Boston en 2014 y también ha jugado para los Diamondbacks de Arizona. En la Liga Venezolana de Béisbol Profesional (LVBP) jugó para los Cardenales de Lara

## Carrera profesional

### 2008
El 2 de julio de 2008 Los Rangers de Texas firmaron a Escobar como agente libre aficionado.

### 2010
En 2010, él fue cambiado por los Rangers de Texas a los Gigantes de San Francisco por Ben Snyder.

### 2013
Los Gigantes añadieron Escobar a su lista de 40 jugadores después de la temporada 2012.

### 2014
Comenzó la temporada de 2014, con los Fresno Grizzlies.
El 26 de julio de 2014, Los Gigantes cambiaron Escobar y Heath Hembree a los Medias Rojas de Boston por Jake Peavy. 
El 10 de agosto, fue llamado a los Medias Rojas, y volvió a la Triple-A con los Pawtucket Red Sox el día siguiente.
El 27 de agosto de 2014, Escobar se incorporó a los Medias Rojas de Boston, y lanzó una octava entrada sin permitir anotaciones en su debut en la MLB en Toronto contra los Azulejos de Toronto.

### 2016
El 20 de abril de 2016, Fue designado fuera de la plantilla, para hacer espacio en el roster activo de William Cuevas.
El 29 de abril de 2016, Arizona Diamondbacks firmaron a Escobar, fuera de las renuncias, y lo asignaron a la Triple-A con el equipo  Reno Aces.
el 30 de mayo de 2016, los Diamondbacks promovieron a Escobar a las ligas mayores para hacer su primera apertura en las Grandes Ligas.
El 18 de noviembre de 2016, los Indios de Cleveland firmaron a Escobar fuera de las renuncias.

### 2017
Escobar fue designado para el 5 de enero de 2017 para hacer espacio en el roster de 40 jugadores de Edwin Encarnación.
El 10 de enero de 2017,	Cleveland Indians colocan a Edwin Escobar como agente libre.
Edwin Escobar se irá a probar suerte en la pelota de Japón.